# Yolanda García
Yolanda María García Porta (Madrid, 5 maggio 1973) è un'ex cestista spagnola.

## Carriera
Con la Spagna ha disputato i Campionati mondiali del 1998.